# Velkopáteční obřady
Velkopáteční obřady se v liturgii římskokatolické církve konají na Velký pátek odpoledne namísto mše, neboť tento den se nikdy neslaví eucharistie. Nehraje se při nich na varhany a při liturgickém průvodu se nezpívá.
Začínají vstupním průvodem, vstupní modlitbou a prostrací kněží a přisluhujících před oltářem na znamení smutku ze smrti Ježíše Krista. Následuje bohoslužba slova se dvěma neevangelijními čteními, předčítanými nebo zpívanými pašijemi podle Janova evangelia a kázáním, dále pak velkopáteční přímluvy, uctívání kříže (v římské liturgii od 7. století) a přijímáním hostií proměněných na zelený čtvrtek (laici mohou přijímat od roku 1955). Zbývající hostie se nakonec odnesou do Božího hrobu.